# The Journal of Experimental Biology
The Journal of Experimental Biology (abbreviato come J. Exp. Biol. oppure come JEB) è una rivista scientifica di fisiologia comparata e biologia sperimentale peer-reviewed in lingua inglese pubblicata dal 1923 dalla The Company of Biologists.